# Anatole de Barthélemy
Pour les articles homonymes, voir Barthélemy.
Anatole de Barthélemy, né à Reims le 1er juillet 1821 et mort à Ville-d'Avray le 27 juin 1904, est un haut-fonctionnaire français qui fut également archéologue et numismate à ses heures.

## Biographie
Jean-Baptiste-Antoine-Anatole de Barthélemy est né en 1821 rue de Gueux à Reims d'une vieille famille rémoise par sa mère, alors que son père était sous-préfet de Sainte-Menehould.
Il était le fils de Hyacinthe Claude Félix de Barthelemy, maître des requêtes au Conseil d'Etat, préfet, commandeur de la légion d'honneur, et de Antoinette Deu de Vieux-Dampierre.
Il est aussi le frère de Edouard de Barthelemy.
Tandis que son père, alors sous-préfet, administrait le département de Saône-et-Loire, Anatole de Barthélémy, ayant remarqué une monnaie gauloise inexpliquée dans une collection particulière de Macon, rédige un mémoire qui paraît, en 1838, dans la Revue numismatique de Cartier et de la Saussaye.
Après ce premier début, à dix-sept ans, dans une science qu’il dotera plus tard de deux manuels, l’un pour l’Antiquité, l’autre pour le Moyen Âge et les temps modernes, et aux progrès de laquelle il travaillera jusqu’à sa mort, il est bientôt membre de plusieurs sociétés savantes. Nommé inspecteur pour le département de la Loire, Barthélemy siège au bureau du neuvième Congrès scientifique, réuni à Lyon en septembre 1841, et lit en séance publique un rapport sur quelques monuments religieux et féodaux du Forez.
Il est déjà, depuis quelques mois, membre résidant de la Société des Antiquaires de France lorsqu’il entre à l’École royale des chartes en décembre 1842. Il y obtient le diplôme d'archiviste paléographe l'année suivante.
Barthélemy obéit cependant au désir de sa famille en faisant son droit à Poitiers. Après sa licence, il seconde son père comme secrétaire particulier, dans l’administration de la Charente-Inférieure. Nommé secrétaire général des Côtes-du-Nord, le 2 novembre 1845, il résigne le titre de membre résident de la Société des Antiquaires de France pour ne plus être que correspondant. Il était secrétaire général des Côtes-du-Nord depuis plus de neuf ans lorsque le gouvernement impérial le nomme, le 31 décembre 1854, sous-préfet de Belfort.
Bien qu'il eût préféré la succession de son ami Duchalais au Cabinet des médailles de la Bibliothèque impériale, succession que Charles Lenormant lui avait fait espérer, il part un peu à contrecœur pour Belfort où il se trouve aux prises avec d’ardentes passions politiques dont il finit par être la victime.
Nommé chevalier de la Légion d’honneur, le 31 décembre 1859, il est nommé, le 1er mai 1860, à Neufchâtel mais, à peine installé, il sollicite et obtient, le 20 décembre de la même année, une mise en non-activité temporaire qui deviendra définitive.
Une fois installé définitivement à Paris, Barthélemy se remet à publier avec une nouvelle ardeur. La numismatique, restée sa science de prédilection depuis l’adolescence, ne l’empêche pas de consacrer une partie de ses loisirs à d’autres branches de l’archéologie et à l’histoire proprement dite. Il reprend et pousse jusqu’au sixième volume le recueil, commencé en 1855 avec Geslin de Bourgogne, intitulé : Anciens évêchés de Bretagne, histoire et monuments ; il met au jour un Nobiliaire d’Alsace et des documents inédits sur la Ligue en Bretagne ; il contribue plus que personne à fonder la Revue de Champagne et à ressusciter la Revue numismatique. Il donne à de grands périodiques, tels que la Bibliothèque de l’École des chartes, la Revue archéologique, la Revue des questions historiques, la Revue celtique, de nombreux articles qui couvrent presque toutes les périodes de l’histoire de France.
Parcourant la France, explorant les musées, éveillant et soutenant les vocations, indiquant les points intéressants à reconnaître et à fouiller, Barthélemy sème partout la bonne parole. Les sollicitations énergiques de quelques membres de l’Académie des inscriptions le décident à poser sa candidature. Malgré son grand âge, il préside cette académie en 1900 mais, sa santé s’étant altérée dès cette année même, le vice-président Robert de Lasteyrie, doit le suppléer à plusieurs reprises. Après avoir retrouvé une nouvelle vigueur avec le nouveau siècle, la mort vient le prendre après une courte maladie.

## Sources
- Éloges funèbres dans Bibliothèque de l'École des chartes de 1904, par Maxime Collignon (p. 313), Paul Durrieu (p. 316), Henri Omont (p. 317), Léopold Delisle (p. 319), Antoine Héron de Villefosse (p. 463) et Louis Havet (p. 663).
- Antoine Thomas, « Notice sur la vie et les travaux de M. Anatole de Barthélemy », Comptes rendus des séances - Académie des inscriptions et belles-lettres, Paris, Klincksieck, 1907, p. 497-507.